# Кринум цейлонский
Кри́нум цейло́нский, или Кри́нум шерша́вый (лат. Crinum zeylanicum) — вид луковичных растений рода Кринум (Crinum) семейства Амариллисовые (Amaryllidaceae).

## Ботаническое описание
Растения 30—60 см высотой.
Луковица округлая, 10—15 см в диаметре, с короткой шейкой.
Листья в числе 6—12, зелёные, ремневидные, 60—90 см длиной и 7—10 см шириной, желобчатые, выше основания волнистые, по краям острые, плотные, глянцевитые.
Цветонос крепкий, до 90 см длиной, красноватый, с 4—20 цветками в зонтике. Цветки сидячие или на очень коротких цветоножках, ароматные; трубка околоцветника поникшая, красная или светло-зелёная, 7—15 см длиной; зев 6—10 см длиной, горизонтально расположен; лепестки удлинённо-ланцетные, 2,5—3,5 см шириной, горизонтально распростёртые в верхней части, с белыми верхушками и широкой карминово-красной полоской посередине; пестик длиннее тычинок. Цветёт в мае—июне.

## Распространение
Встречается в Африке (Эфиопия, Кения, Уганда, Бурунди, Камерун, Кот-д'Ивуар, Гана, Гвинея, Нигер, Нигерия, Сьерра-Леоне, Того, Ангола, Мозамбик, Намибия) и Азии (Индия, Шри-Ланка).

## Практическое использование
Выращивается в тёплых оранжереях как красиво цветущее растение.